# Mood Swing
Mood Swing è il terzo album del sassofonista jazz Joshua Redman, registrato e pubblicato nel 1994.
Tutti i brani sono stati scritti da Redman stesso.

## Tracce
1. Sweet Sorrow – 8:42
2. Chill – 7:41
3. Rejoice – 11:12
4. Faith – 4:30
5. Alone in the Morning – 5:04
6. Mischief – 5:47
7. Dialogue – 5:45
8. The Oneness of Two (In three) – 5:08
9. Past in the Present – 4:53
10. Obsession – 6:50
11. Headin' Home – 4:07

## Formazione
- Joshua Redman – sassofono
- Brad Mehldau - piano
- Christian McBride – contrabbasso
- Brian Blade – batteria